# Niagara (byggnad)

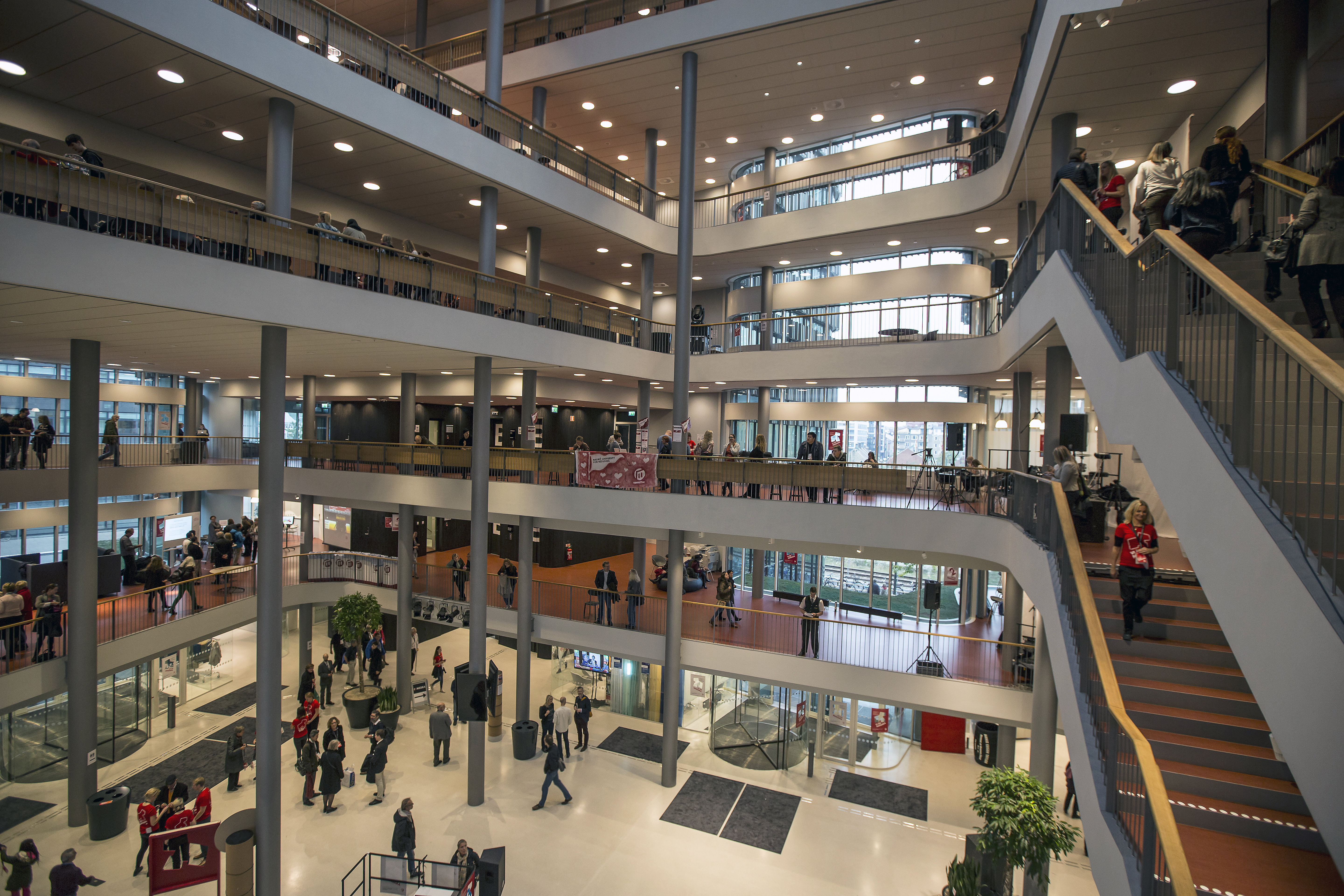
Malmö högskola inviger Niagara

Niagara är en byggnad som används av Malmö universitet. Byggnaden ligger centralt beläget på Universitetsholmen i Malmö nära Malmö centralstation och Orkanen. Byggnaden huserar fakulteten för teknik och samhälle och fakulteten för kultur och samhälle samt fungerar som rektorsfunktion och universitetskansliet. Byggnaden invigdes 16 oktober 2015 som påbörjades med en arkitekttävling 2009.

## Byggnaden
Niagara ritades av Lundgaard och Tranberg för Akademiska hus (Arkitektur nr/5/2015), förslaget döptes "Samband". Huvudkonstruktör för byggprojektet var WSP. Byggnaden består av tre sammanlänkade huskroppar på fem, sju och elva våningar med glas- och träfasader där den högsta byggnaden är 53 meter hög. Huset är omkring 25 000 kvm fylld med grupprum och undervisningssalar. Runt 5000 arbetsplatser finns i byggnaden.
Byggnaden nominerades till årets bygge 2016.
I slutet av 2018 påbörjades Omtag Niagara, en ombyggnation som blev färdigt till sommaren 2020. Våningsplan 5–10 byggdes om där merparten av lärare och forskare sitter. De aktivitetsbaserade kontoren där medarbetare sitter saknade tidigare en fast arbetsplats, byggdes om och lärarna och forskare har nu egna skrivbord i nya inglasade rum för 4–6 personer.

### Besök av kungaparet
I februari 2017 besökte den svenska kungen och drottningen Niagara. Även den kanadensiske generalguvernören David Johnston med fru besökte. Både Gustaf och Johnston medverkade i en paneldiskussion kring mångfald och integration i städer. Drottningen och Johnstons fru deltog i ett program kring barns hälsa ur olika perspektiv.

### Ägarskap
Byggnaden beställdes av Akademiska hus och har varit i deras ägo sedan byggnaden stod färdig 2015. I början av 2021 sålde Akademiska hus Niagara till Intea Fastigheter. I samma köp ingick också Högskolan Kristianstads gamla lokaler. Affären landade på 1,6 miljarder kronor.

### Övrigt
Under höstterminen 2021 erbjöds studenter och personal vid Malmö universitet att vaccinera sig mot covid-19 i Niagara.